# 다토파 티사 2세
다토파 티사 2세(Dathopa Tissa II, 612년 ~ 673년 5월 6일)는 아누라다푸라 왕국 모리야 왕조의 제24대 군주였다.

## 생애
그는 왕국의 왕족 종실 일원으로서 특히 그의 친가 왕실에서 왕족 남자 종실의 처형이 형수를 겸하고 제수씨가 처제를 겸하며 그뿐 아니라 또한 왕족 남자 종실의 삼촌이 이모부를 겸하고 숙모가 이모를 겸하는 등 왕실 겹사돈 친인척(親姻戚)을 이룬 그야말로 특이한 아누라다푸라 왕국 왕실 겹사돈 집안을 성립하였는데 그 와중에 그는 661년 9월 15일을 기하여 이복 적형(異服 嫡兄)인 다풀라 1세 군주가 보위 등극하는 것을 목도하였으며 이듬해 662년 1월 8일, 다풀라 1세에게 후계자(後繼者)로 전격 책립되었고 664년 8월 19일, 이복 적형(異服 嫡兄)인 다풀라 1세 군주가 방광암으로 인하여 향년 54세로 붕어(서거)하자 보위를 승계하여 보령 52세로 보위 등극하였다. 668년 1월 16일, 외가친척 이종제(친가친척 6촌 남동생이자 외가친척 이종사촌 남동생)인 아가보디 공(公)을 후계자(後繼者)로 전격 책립하였으며 5년 후 673년 5월 6일, 간염으로 인하여 향년 61세로 붕어(서거)하자 아가보디 공(公)이 보위를 승계하여 등극을 하였다.

## 같이 보기
- 스리랑카의 역사